# Негэнтропия
Негэнтропи́я — философский и физический термин, образованный добавлением отрицательной приставки нег- (от лат. negativus — отрицательный) к понятию энтропия, и обозначающий его противоположность. В самом общем смысле противоположен по смыслу энтропии и означает меру упорядоченности и организованности системы или количество имеющейся в системе энергии. Термин иногда используется в физике и математике (теории информации, математической статистике) для обозначения величины, математически противоположной к величине энтропии.

## Происхождение
Впервые понятие «отрицательной энтропии» предложил в 1943 году австрийский физик Эрвин Шрёдингер в популярной книге «Что такое жизнь?». В ней он пытался продолжить идеи своего коллеги Нильса Бора о глубокой связи физических и философских законов, согласно которым сформулированный Нильсом Бором принцип дополнительности мог объединить общечеловеческие знания до простого понимания единства мира. 
Шрёдингер писал:
я хотел бы заметить, что устанавливая значение этого термина (физического), я должен начать обсуждение с термина "свободной энергии". Это – более точное понятие в этом контексте. Но этот чисто технический термин оказывается лингвистически очень близким к общему понятию энергии для среднего читателя, который пытается разобраться в разнице между этими двумя терминами.
Позже американский физик Леон Бриллюэн в своей работе «Научная неопределенность и информация» сократил термин «отрицательная энтропия» до негэнтропия и ввёл его в таком виде при помощи негэнтропийного принципа информации в теорию информации. Эрвин Шрёдингер объясняет, как живая система экспортирует энтропию, чтобы поддержать свою собственную энтропию на низком уровне. При помощи термина негэнтропия он мог выразить свою идею кратко: живая система импортирует негэнтропию для самосохранения:
Живой организм непрерывно увеличивает свою энтропию, или, иначе, производит положительную энтропию и, таким образом, приближается к опасному состоянию максимальной энтропии, представляющему собой смерть. Он может избежать этого состояния, то есть оставаться живым, только постоянно извлекая из окружающей его среды отрицательную энтропию. Отрицательная энтропия — это то, чем организм питается. Или, чтобы выразить это менее парадоксально, существенно в метаболизме то, что организму удаётся освобождаться от всей той энтропии, которую он вынужден производить, пока жив.
В простом понимании, энтропия — хаос, саморазрушение и саморазложение. Соответственно, негэнтропия — движение к упорядочиванию, к организации системы. По отношению к живым системам: для того, чтобы не погибнуть, живая система борется с окружающим хаосом путём организации и упорядочивания последнего, то есть импортируя негэнтропию. Таким образом объясняется поведение самоорганизующихся систем.

## Синонимы
Альберт Сент-Дьёрди предложил заменить термин негэнтропия на синтропия, термин, впервые предложенный в 1940 году итальянским математиком Луиджи Фантаппье, который пытался в своей теории объединить биологический и физический мир.
В литературе о самоорганизующихся системах для описания этого процесса также используются термины экстропия и эктропия.

## Информационный подход в философии
Негэнтропия с точки зрения «информационного подхода» — антоним от понятия энтропии, то есть понятие, «генетически» из неё вырастающее. Поэтому негэнтропия может рассматриваться только с опорой на энтропию, то есть параллельно.
Как известно, понятие энтропии было введено Клаузиусом (1859) в термодинамике. Затем астрофизики заговорили о «тепловой смерти Вселенной», — вывод об этом следовал из второго закона термодинамики и предположения о замкнутости Вселенной как термодинамической системы. 
Философы не могли не обратить внимания на объясняющую силу понятия энтропии, которая выражалась в возможности рассматривать все происходящие в мире процессы как энтропические в термодинамическом смысле, в том числе процессы, связанные с человеческой деятельностью в организации социальной жизни. Например, Н. Бердяев в статье «Воля к жизни и воля к культуре» (1923 г.), писал:
Рождается напряжённая воля к самой „жизни“, к практике „жизни“, к могуществу „жизни“, к наслаждению „жизнью“, к господству над „жизнью“. И эта слишком напряжённая воля к „жизни“ губит культуру, несёт с собой смерть культуры… Происходит социальная энтропия, рассеяние творческой энергии культуры.
Его современник Н. О. Лосский в статье «Материя в системе органического мировоззрения» (1923 г.) использует понятия энтропии и эктропии (ссылаясь на статью физика Ф. Ауэрбаха «Эктропизм, или физическая теория жизни») в отстаивании философской точки зрения, согласно которой «материя производна от высшего бытия, способного также производить другие виды действительности, кроме материи». На этом основании Лосский считает, что «закон энтропии следовало бы формулировать с ограничением, именно с указанием, что он имеет значение лишь для безжизненной среды», поскольку жизнь противодействует возрастанию энтропии. 
Лосский писал: 
«Достигается эктропизм тем, что живой организм превращает хаотические движения в упорядоченные, имеющие определённое направление». 
Таким образом, понятия «энтропия» и «эктропия» (в современном звучании — негэнтропия) использовались в философии в термодинамическом контексте. Что касается биологии, то термодинамический теоретический аппарат «органически» вписался в энергетику живого в виде «всеобщего закона биологии» (Бауэр, 1935), а определение живого Э. Либберт сформулировал в таком виде:
Живыми называются такие системы, которые способны самостоятельно поддерживать и увеличивать свою очень высокую степень упорядоченности в среде с меньшей степенью упорядоченности. Такие процессы являются процессами с отрицательной энтропией (негэнтропийными процессами).
В «Математической теории связи» (1948) К. Шеннон предложил формулу вида:
{\displaystyle H(x)=-\sum _{i=1}^{n}p_{i}\log _{2}p_{i},}
где {\displaystyle p_{i}} — вероятность {\displaystyle i}—го независимого случайного события из  набора {\displaystyle n} возможных состояний. Её называют «энтропией дискретного источника информации» или «энтропией конечного ансамбля» (В. И. Дмитриев) (см. статью Информационная энтропия). То, что скрывается за этой формулой, относящейся к «мере свободы чьего-либо (или какой-либо системы) выбора в выделении сообщения» (по Л.Р. Грэхэму), совпадало с точностью вплоть до умножения на константу с математическим описанием энтропии термодинамической системы, предложенной Больцманом:
{\displaystyle H=-{1 \over M_{n}}\sum _{i=1}^{N}m_{i}\ln {m_{i} \over M_{n}}.}
Л. Р. Грэхэм отмечал:
Некоторые учёные считали возможные применения этого совпадения огромными. Возможность какой-либо аналогии или даже структурного совпадения энтропии и информации вызвало оживлённые обсуждения среди физиков, философов и инженеров многих стран.
 Как проходили дискуссии в СССР по этим вопросам, Лорен Р. Грэхэм достаточно полно описал в своей книге «Естествознание, философия и науки о человеческом поведении в Советском Союзе». В конце VIII главы свой книги Грэхэм отметил, что ожидание концептуального прорыва на стыке термодинамической и информационной энтропий не оправдалось, а «спад интереса во всём мире к кибернетике как концептуальной схеме пришёлся как раз на то время, когда компьютеры стали крайне необходимыми для деловой, промышленной и военной деятельности» (1991 г.).